# Postnuklearna Madonna
Postnuklearna Madonna (jap. 被爆マリア像 Hibaku Maria-zō, Hibaku no Maria) lub Maryja Ofiara Wybuchu Atomowego – nazwa fragmentu rzeźby Maryi, uważanej za cudownie ocaloną z ataku atomowego na Nagasaki. Znajduje się w katolickiej Katedrze Urakami w Nagasaki w Japonii.

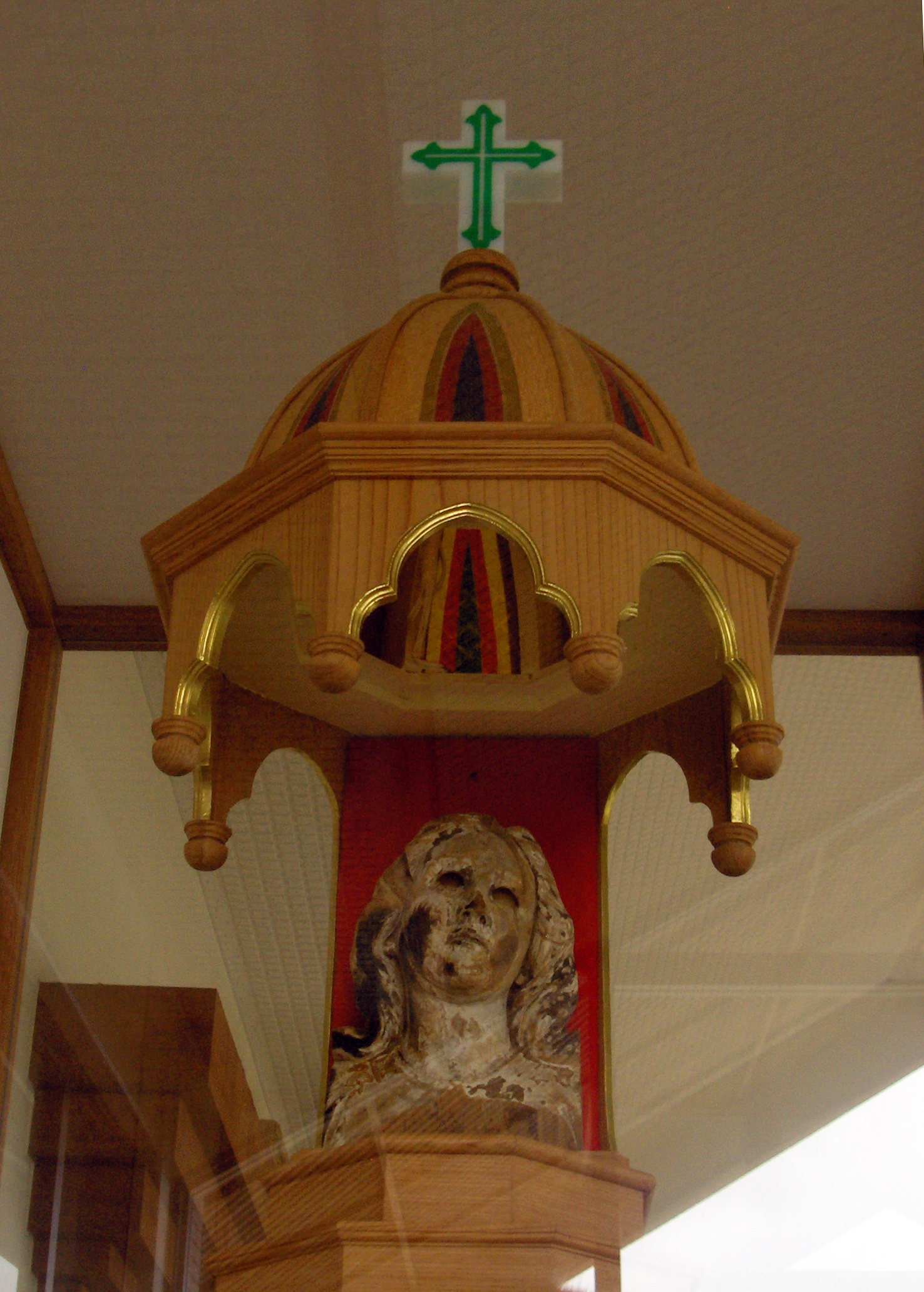
Rzeźba w 2009 roku

Blisko dwumetrowa, drewniana rzeźba Maryi, wykonana w 1929 we Włoszech, znajdowała się w katedrze Urakami, oddalonej o 500 metrów od epicentrum wybuchu atomowego 9 sierpnia 1945. Katedra uległa niemal całkowitemu zniszczeniu, ale w ruinach odnaleziono dobrze zachowaną górną część figury. Spłonęła tylko wierzchnia warstwa farby, ale drewno pozostało nienaruszone. Po odbudowaniu katedry figurę umieszczono w ołtarzu głównym, a od 2000 w specjalnej kaplicy bocznej. Figura wielokrotnie była eksponowana w różnych miejscach w Japonii i za granicą jako przestroga przed zagładą nuklearną i symbol nadziei na pokój. 